# Гигантска генета
Гигантската генета (Genetta victoriae) е вид бозайник от семейство Виверови (Viverridae).

## Разпространение
Видът е разпространен в Демократична република Конго.